# George Willis Ritchey
George Willis Ritchey (31 décembre 1864 – 4 novembre 1945) était un opticien, fabricant de télescope et astronome américain né à Tupper's Plains dans l'Ohio.
Ritchey avait une formation d'ébéniste. Il co-inventa le télescope Ritchey-Chrétien avec Henri Chrétien.
Il joua un rôle majeur dans la conception des montures et la fabrication des miroirs des télescopes de 60 pouces (1,5 m) et de 100 pouces (2,5 m) de l'observatoire du Mont Wilson. Il travailla en étroite collaboration avec George Ellery Hale.
Des cratères sur Mars et sur la Lune portent son nom.

## Notices nécrologiques
- (en) MNRAS 107 (1947) 36
- (en) Obs 66 (1943-46) 268 (une phrase)